# Molnár Józsiás

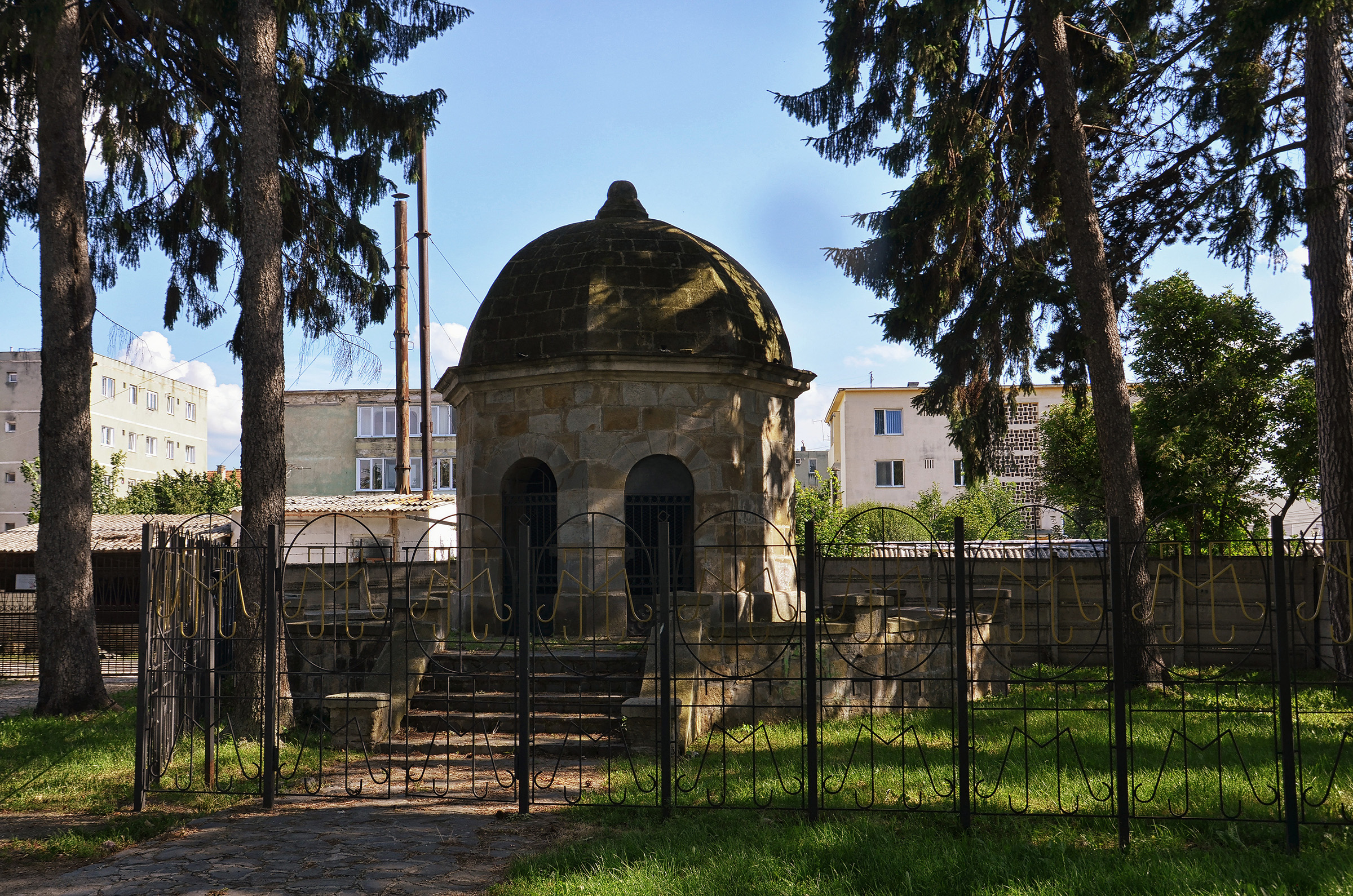
Molnár Józsiás síremléke Kézdivásárhelyen az általa adományozott parkban

Molnár Józsiás (Kézdivásárhely, 1841. január 2. – Budapest, 1903. március 15.) magyar politikus, országgyűlési képviselő.

## Élete
Kora fiatalságától fogva iparral és kereskedelemmel foglalkozott és szülővárosában műmalmot létesített, mely nagy hírnévre tett szert. A közügyek terén is sok buzgalmat fejtett ki. Az 1887. választások alkalmával a Szabadelvű Párt jelöltjének vallotta magát; akkor kisebbségben maradt, de 1892-ben már mint a Függetlenségi Párt képviselőjelöltje megválasztották Kézdivásárhelyen.
1896-ban kisebbségben maradt, de 1900. december 28-án tartott időközi választáson a főispánná kinevezett Béldi László helyébe ismét megválasztották, úgyszintén az 1901-es általános választásokon is. Tagja volt a Naplóbíráló és a IX. bíráló bizottságnak.
Országgyűlési beszédei a Naplókban 1892-től vannak. Különösen a pénzügyi vitákban fejtett ki tevékenységet.
Nevét iskola, utca és park viseli Kézdivásárhelyen.